# Ходжоян, Ваган
Ваган Ходжоян — армянский самбист, чемпион (1999) и бронзовый призёр (2001) чемпионатов Европы, бронзовый призёр розыгрыша Кубка мира 1998 года в Кстово, бронзовый призёр чемпионатов мира 1998 и 1999 года. Выступал в лёгкой весовой категории (до 62 кг). Работал директором спортивных школ в Нор-Ачине и Абовяне. Является председателем комиссии по вопросам развития самбо в Федерации самбо Армении.